# Pierre Golle
Pierre Golle of Gole (Bergen (NH), circa 1620 - Parijs, 27 november 1684) was een getalenteerd en vernieuwend meubelmaker. Hij werd aangesteld als hofleverancier van koning Lodewijk XIV van Frankrijk en was de schoonvader van André-Charles Boulle. De naar hem vernoemde techniek van de Boulle-marqueterie is gebaseerd op een uitvinding van Golle.

## Ontwikkeling
Pierre Golle werd geboren als Pieter Goolen, zoon van een baljuw, in Bergen bij Alkmaar in de Republiek der Zeven Verenigde Nederlanden. Hij leerde het vak van een oudere broer en vertrok op jeugdige leeftijd naar Parijs, waar in deze tijd meer ambachtslieden uit de Nederlanden werk vonden. In 1643 was hij gezel in de werkplaats van Adrien Garbrant, "La Ville d'Amsterdam" in de rue de l'Arbre Sec. Later trouwde hij diens dochter en nam hij de werkplaats over. Er werkten toen twaalf meubelmakers.

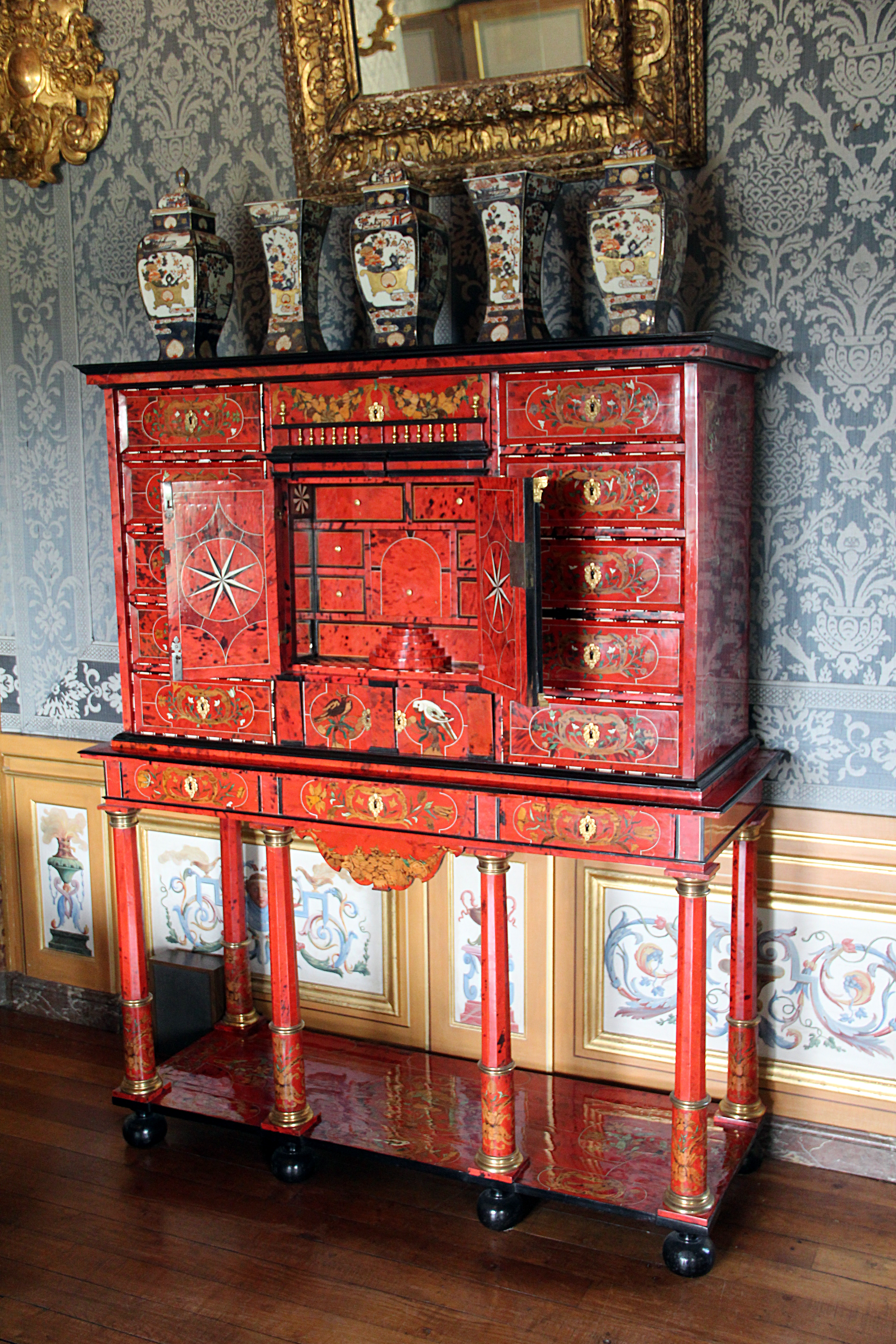
Kabinet bekleed met schildpad, toegeschreven aan Pierre Golle.

Het bedrijf was gespecialiseerd in rijke interieurs en bouwde mee aan het barokke decor van het ancien régime. Als kunstenaar werd Golle gesteund door kardinaal Mazarin voordat hij de gunst van de koning won. In 1651 werd Golle aangesteld als "ébéniste du Roi à la majorité" en latere documenten noemen hem "maître menuisier en ébène ordinaire du roi", meester meubelmaker in ebben van de koning. Het kostbare Afrikaanse ebbenhout werd alleen gebruikt in de meest luxueuze meubelen, het onderscheidde de ébéniste van de meer alledaagse menuisier of schrijnwerker. De eerste koninklijke opdracht was een grote uitstalkast voor de medailles en andere onderscheidingen van de koning in zijn studeerkamer in het Louvre.
Vanaf 1662 verzorgde Golle guéridons, tafels en kabinetten met marqueterie voor gebruik door de koning en de Grand Dauphin in Versailles en andere koninklijke paleizen. Golle was betrokken bij de inrichting van de vele kamers in de nieuwe vleugels vanaf de eerste bouwcampagne. Hij werkte samen met Auburtin Gaudron en de Manufacture Royale des Gobelins. Voor de levering van een aantal kabinetten verspreid over meerdere jaren werd de verrassend grote som van 6000 livres per stuk betaald.
Zijn vroege werk is sober en eenvoudig, maar zeer secuur vervaardigd uit eiken of donker ebben. Het later werk vertoont een grotere verscheidenheid aan houtsoorten en gebruik van metaal ter vergroting van het imponerende effect. Golles ontwerpen beïnvloedden Gerrit Jensen, die in Londen werkte en meubelen met marquetrie volgens de laatste Europese mode leverde aan het hof van William and Mary. De technieken en gereedschappen die Golle ontwikkelde om meubels te bedekken onder inlegwerk met bloemmotieven en mythologische voorstellingen in messing, tin en schildpad, werden later verfijnd door André-Charles Boulle. Golle zaagde de delen nog apart, Boulle legde de stukken op elkaar en zaagde ze tezamen uit, en introduceerde het gebruik van de première partie voor een origineel ontwerp en de contrepartie voor een meubel in een "negatief" patroon. De Boulles zouden uitgroeien uit een dynastie van koninklijke en Parijse meubelmakers die actief bleef tot halverwege de 18e eeuw.

## Nalatenschap
Werk dat aan Golle wordt toegeschreven, is verspreid geraakt over verschillende grote collecties in de wereld, maar ook zijn veel stukken na de Franse Revolutie verdwenen. Het Fine Arts Museums of San Francisco bezit een van de zeker 25 bureaus Mazarins die zijn werkplaats bouwde, en een ebben kabinet met ingelegde stukken natuursteen uit circa 1650, verworven als gift van William Randolph Hearst. Een marqueteriekabinet met gekleurd schildpad en ivoor gemaakt voor Filips van Orléans staat in het Victoria and Albert Museum, een ander in het Rijksmuseum. Een tafeltje met een voorstelling in Japanse lak staat in het Museum Smidt van Gelder aan de Belgiëlei in Antwerpen. In Boughton House staat een bureau met marqueterie van tin op messing, omrand door parelmoer ingelegd in ebben en voorzien van verguld bronzen beslag, volgens de overlevering tussen 1666 en 1678 geschonken door Louis XIV aan de 1e hertog van Montagu, een diplomaat tijdens de onderhandelingen waarbij de Engelse koning beloofde hem te steunen in zijn ruzie met de Hollandse Republiek. Het stuk voldoet aan de beschrijving van een bureau geleverd aan de Franse koning in 1672. Het Getty Museum in Los Angeles bezit een kleine theetafel op drie poten met gedetailleerd gedecoreerd inlegwerk in diverse materialen, (vermoedelijk) door Golle gemaakt in 1680 naar tekeningen van een jonge Daniël Marot.
De conservator van het Rijksmuseum en per 1964 hoogleraar geschiedenis van de kunstnijverheid in Leiden Theo Lunsingh Scheurleer verhief de studie van de kunst van Golle tot zijn levenswerk. De inventaris van bezittingen die in 1685 na het overlijden van Golle werd opgemaakt, vond hij in Franse archieven terug in 1961. Het document verschafte hem een helder beeld van de werkplaats en de clientèle, maar vele documenten betreffende individuele opdrachten zijn verloren gegaan en de werken zijn zelf niet gesigneerd. Hij bezocht alle aanzienlijke collecties en kon veertig meubelstukken aan de hand van oude papieren identificeren, en een kleiner aantal op basis van overeenkomsten in afmetingen en andere details. Hij publiceerde aarzelend een eerste artikel over de 'vergeten' meubelmaker, na enig aandringen van de Furniture History Society, in 1978. Een uitvoerige monografie werd voltooid door zijn leerling Peter Fuhring en verscheen postuum in 2005.
- Bibliothèque nationale de France: cb150395648 (data)
- Biografisch Portaal: 11375226
- Gemeinsame Normdatei: 130142786
- International Standard Name Identifier: 0000 0003 9852 3557
- KulturNav: 5a19caa4-a8f4-4953-a265-03b2aff91de6
- Library of Congress Control Number: n2005078637
- RKD-Nederlands Instituut voor Kunstgeschiedenis: 135340
- Système universitaire de documentation: 087563673
- Union List of Artist Names: 500019398
- Virtual International Authority File: 60956917
- WorldCat: E39PBJycK9gvXpfjDxjWM897HC